# Ziriya jezik
Ziriya jezik (ISO 639-3: zir; jiriya), danas izumrli nigersko-kongoanski jezik koji se govorio na području nigerijske države Bauchi u LGA Toro.
Ziriya je bio jedan od 13 kainjskih jezika iz podskupine jera, šire skupine sjevernih jos jezika. Populacija pripadnika etničke etničke grupe iznosi oko 2 000

## Vanjske poveznice
- Ethnologue (14th)
- Ethnologue (15th)